# リウマチ性多発筋痛症
リウマチ性多発筋痛症（リウマチせい・たはつきんつうしょう、英 polymyalgia rheumatica; PMR）とは、リウマチ関連疾患の1つで、55歳以上の成人に発症する。性別により差があり、女性2に対し男性1の比律。
肩、股関節、体幹から近位筋にうずくような痛み、運動時痛が認められ、寝返りが痛くてできないといった症状が特徴的である。客観的な筋力低下は明らかではなく、体重減少ややる気がおきないなどの症状を認めることも多い。巨細胞性動脈炎と同一疾患ととらえる考え方もある。

## 症状
四肢近位部の対称性疼痛、こわばりを主徴とする。典型的な合併症として側頭動脈炎(TA)がある。

## 語彙
「Polymyalgia」はギリシア語で「多発筋痛」という意味。「rheumatica」は「リウマチ性」。「Rheuma」は古代ギリシャでは「流れ」のこと。

## 歴史
1888年にスコットランドの内科医William Bruceによって「senile rheumatic gout（老人性リウマチ性痛風）」として初めて報告され、1957年に英国の内科医Stuart Barberによって現在の名称が提唱されていった。

## 疫学
欧米・白人に多く、スカンジナビア半島の諸国に多く報告されている。寺井著の総説によると
- ある報告によると、有病率は10万人あたり約500人と推定されている。
- 女性は男性の2倍の発症率である。
- 発病年齢は平均65～70歳といわれており、65歳以上の患者は全症例の約63%を占める。

遺伝子レベルではHLA-DRB1 04とHLA-DRB1 01の関連が報告されてきている。
リウマチ性多発筋痛症は腫瘍随伴症候群の一つである可能性が示唆されている。

## 診断
以下の基準が広く用いられている。
- Bird and Wood Criteria（1979年）
  - 両側肩に痛みとこわばりがある。
  - 発症から2週間以内に症状が完成する。
  - 赤沈が40mm/hr以上に亢進する。
  - 朝のこわばり（頚部、肩甲帯、腰帯）が1時間以上続く。
  - 年齢が55歳以上[1]。
  - うつ状態ないし体重減少がある[3]。
  - 両側上腕部筋の圧痛

上記7項目のうち3項目を満たすとき、または1項目以上をみたし、臨床的、病理組織学的に側頭動脈の異常が認められるとき、リウマチ性多発筋痛症と診断される。
- Jones and Hazleman Criteria
- リウマチ性多発筋痛症の暫定的分類基準(2012年)[6]

## 臨床像
上肢・上腕に限らず、下肢でも近位筋優位の自発痛や把握痛がみられる。関節の圧痛はみられない。視診・聴診では異常はみられない。感覚器の異常は基本的にはないが、巨細胞性動脈炎合併例では視覚異常がみられることがある。
PMRでは血管(心臓、脳、末梢血管)イベントのリスクは対照群よりも有意に高かった（ハザード比2.6）。

## 検査
- 赤血球沈降速度(ESR): 上昇
- CRP: 増加 (線維筋痛症では増加しない。)
- 抗核抗体やリウマチ因子は陰性[2]。
- 巨細胞性動脈炎(側頭動脈炎）合併疑い例には、眼動脈病変による失明を避けるため、必ず皮膚生検と眼底検査を行う。
- 超音波断層法:上腕二頭筋長頭腱炎は70.4%においてみられた[8]

## 鑑別疾患
以下の疾患との鑑別が必要で有る。
- 多発性筋炎、リウマチ、甲状腺機能低下症、多発性骨髄腫、線維筋痛症
  - 小関節の慢性滑膜炎、びらん性または破壊性の病変、リウマチ結節、リウマトイド因子は、約80%の患者に観察されない[1]。

## 治療
20～15mg/日程度の低用量ステロイドが著効する。

## 関連
- 巨細胞性動脈炎
- RS3PE
- スティル病
- 多発筋炎